# Garuda

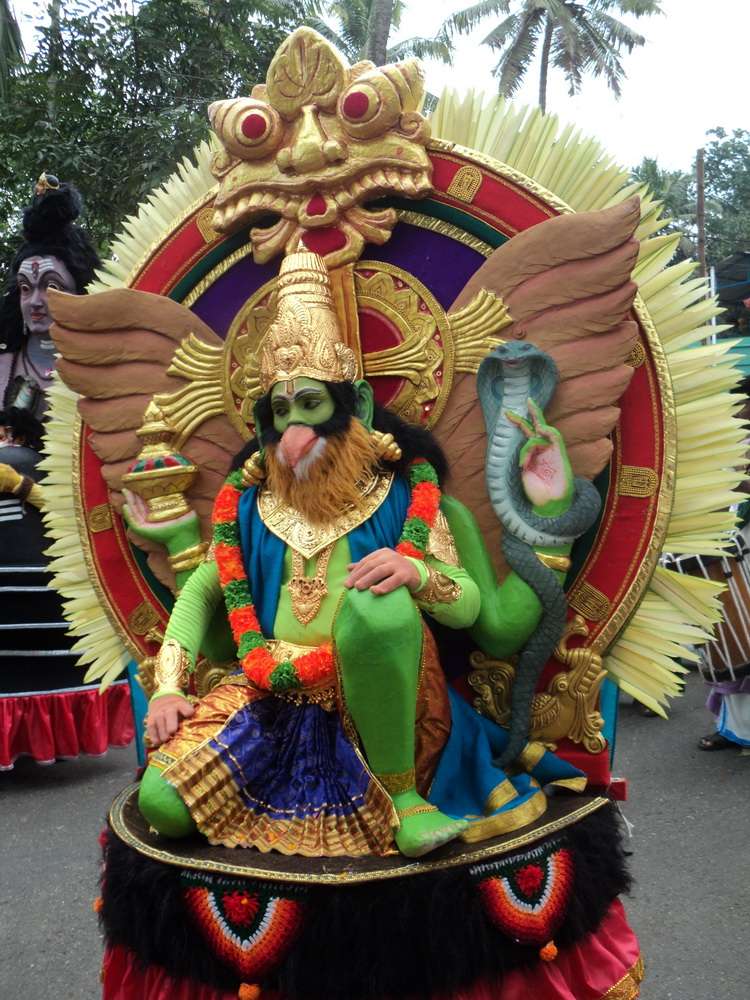
Garuda

Garuda az indiai mitológiában Visnu isten járműve, egy fél-madárember. Sasfejű, embertestű lény, gyakran ábrázolják a fején koronával vagy sisakkal. Garudát a madarak királyának és a sárkányszerű alaknak nevezik. Megjelenhet zoomorf formában (óriás madár részben nyitott szárnyakkal) vagy antropomorf formában (szárnyas ember és néhány madárjellemző).
Garuda általában pártfogó, aki képes gyorsan bárhová eljutni, mindig óvatos, és a kígyók ellensége.
A Garuda madár jelenik meg a lakhnaui nagy krikettklub, a Lucknow Super Giants logójában is.